# Лаушки
Лау́шки (рос. Лаушки, ерз. Лаушки) — присілок у складі Краснослободського району Мордовії, Росія. Входить до складу Старогоряшинського сільського поселення.
Населення — 65 осіб (2010; 70 у 2002).
Національний склад (станом на 2002 рік):
- росіяни — 97 %